# Zatîșșea, Șațk
Zatîșșea (în ucraineană Затишшя) este un sat în comuna Pișcea din raionul Șațk, regiunea Volînia, Ucraina.

## Demografie
Componența lingvistică a localității Zatîșșea
     Ucraineană (98,46%)
     Belarusă (1,15%)
     Alte limbi (0,38%)
Conform recensământului din 2001, majoritatea populației localității Zatîșșea era vorbitoare de ucraineană (98,46%), existând în minoritate și vorbitori de belarusă (1,15%).